# Betalactamase
Betalactamases (β-lactamases) são enzimas produzidas por algumas bactérias e são responsáveis por sua resistência a antibióticos beta-lactâmicos como as penicilinas, cefalosporinas, cefamicinas e carbapenemas. Estes antibióticos têm como elemento comum em suas estruturas moleculares um anel de quatro átomos conhecido como beta-lactama. A enzima lactamase quebra este anel, desativando as propriedades antibacterianas da molécula.
Antibióticos beta-lactâmicos são usados para tratar um largo espectro de bactérias Gram-positivas e Gram-negativas. As beta-lactamases produzidas por organismos Gram-positivos são usualmente secretadas.

## Penicilinase
A penicilinase é um tipo específico de lactamase que apresenta especificidade para penicilinas atuando através da hidrólise do anel beta-lactama. Pesos moleculares de várias penicilinases situam-se próximo de 50 000 Daltons.
Abraham e Chain, utilizando colônias de E.coli, isolaram esta enzima pela primeira vez em 1940.